# Большой Киалим
Большо́й Киали́м — река в России на Южном Урале, левый приток реки Миасс, протекает по Златоустовскому, Карабашскому и Миасскому городским округа́м Челябинской области. На реке расположен посёлок Киолим.

## География и гидрология
Исток реки находится в национальном парке «Таганай». Река начинается между горами Круглица и Ицыл в Киалимском болоте (известно так же под названиями Большое Моховое болото, Киалимская падь) на территории национального парка «Таганай», протекает между двумя хребтами: Большой Таганай и Ицыл, в русле имеются пороги.
Устье — в 535 км по левому берегу реки Миасс в 4 км юго-восточнее города Карабаш. Устье сильно изрезано, имеется множество стариц, находится в 500—800 м выше по течению реки Миасс от устья реки Сак-Елга.
Длина реки составляет 46 км, площадь водосборного бассейна — 300 км². У реки 19 притоков общей длиной 52 км. В 15 км от устья по правому берегу впадает река Индишта. Ниже Киалимского водохранилища, по левому берегу в реку осуществляется сток с озера Большие Барны, с которым водотоком сообщается озеро Малые Барны.
На реке построено Киалимское водохранилище объемом 6 млн м³ (полезный объём 3,59 млн м³), площадью 0,83 км², перепад глубин от 4 до 15 м. Вода с Киалимского водохранилища (наряду с озером-водохранилищем Серебры на реке Серебрянка, левом притоке Сак-Елги) забирается на водоснабжение города Карабаша. Вода забираемая из Киалимского водохранилища для водоснабжения города чище, чем из Серебры и местных колодцев/скважин, так индекс токсической опасности составлял 0,4 (2012 г.), индекс канцерогенного риска — 7,3E-05 (2013 г.). Качество воды в нижнем течении реки умеренно загрязнённое (III класс).
В долине реки имеются запасы россыпного золота и плитчатого сланца. В воде реки содержится повышенное количество природных солей железа, превышающее ПДК для воды питьевого водоснабжения.
Для решения экологической проблемы реки Сак-Елга в 2013—2015 годах разрабатывался проект сброса части её воды в реку Большой Киалим путём устройства канала между Богородским прудом на реке Сак-Елга и озером Малые Барны, расположенных в 500 м друг от друга. Что в последующем было осуществлено.

## Данные водного реестра
По данным государственного водного реестра России относится к Иртышскому бассейновому округу, водохозяйственный участок реки — Миасс от истока до Аргазинского гидроузла, речной подбассейн реки — Тобол. Речной бассейн реки — Иртыш.

## Топоним
По одной из версий, название реки восходит к татарскому личному имени (арабскому по происхождению) Кэлим. Согласно другой версии, топоним мог быть образован от башкирского кыя — «скала», -лы — аффикс. Слабость второй версии в том, что она не объясняет появление конечного звука М.

## ООПТ
Река Большой Киалим является памятником природы и решением Челябинского облисполкома от 23.12.1985 г. № 553 отнесена к особо охраняемым природным территориям, границы на территориях Карабашского и Миасского городского округов определены постановлением Заксобрания области от 29.11.2012 г. № 1253, режим охраны установлен постановлением Правительства области от 20.03.2013 г. № 84-П (в редакции от 28.05.2019 г.). Верховье реки в границах Златоустовского городского округа входит в состав национального парка «Таганай». В пределах которого на левом берегу реки между горами Дальний Таганай и Ицыл выделяется местность — Киалимское урочище (или Киалимский кордон). Большой Киалим с притоками единственная река этого национального парка входящая в бассейн Карского, а не Каспийского моря.
В реке водятся предкавказская кумжа (лат. Salmo trutta ciscaucasicus) — её реликтовая пресноводная форма (ручьевая форель) и обыкновенный таймень (лат. Hucho taimen), занесённые в Красную книгу России и региональную Красную книгу. В бассейне реки также встречаются редковстречаемые в Челябинской области, краснокнижные: оляпка (лат. Cinclus cinclus), ладьян трёхнадрезный (лат. Corallorrhiza trifida), тайник сердцевидный (лат. Listera cordata), берёза карликовая (лат. Betula nana), ветреничка уральская (лат. Anemonoides uralensis), камнеломка болотная (лат. Saxifraga hirculus), а в XX веке ещё встречалась европейская норка (лат. Mustela lutreola).

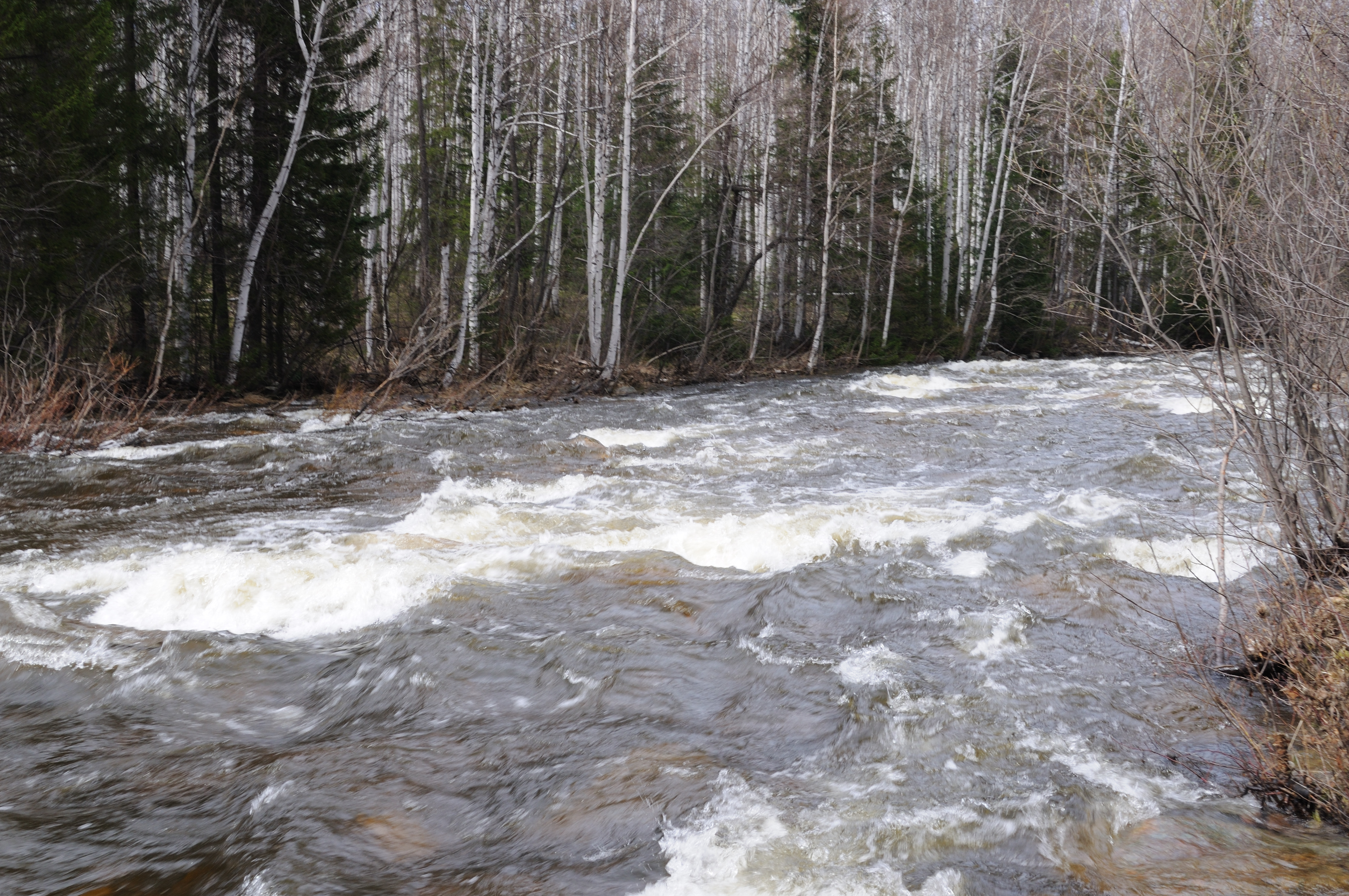
Река Большой Киалим в весеннее половодье
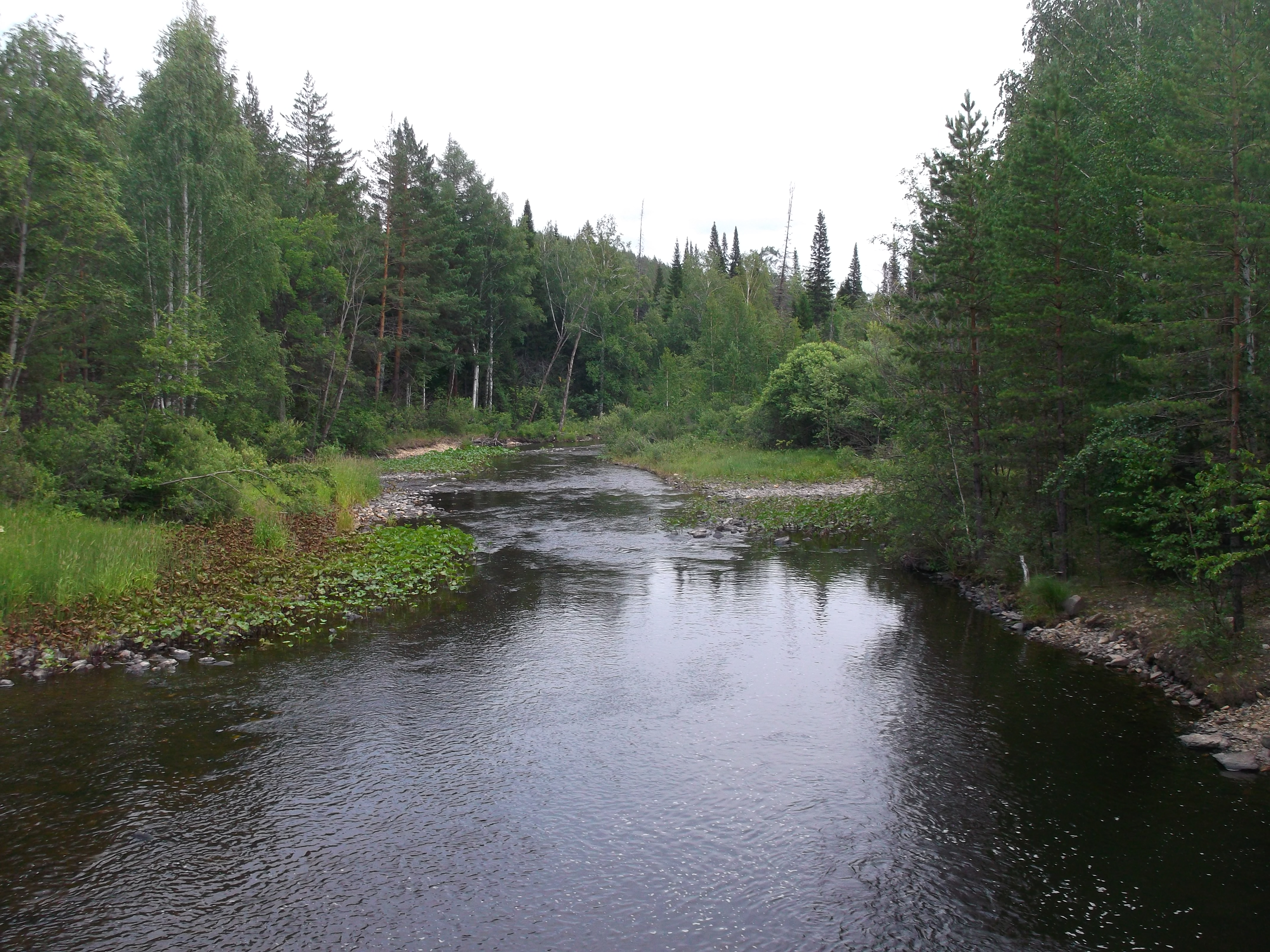
Река Большой Киалим летом выше водохранилища
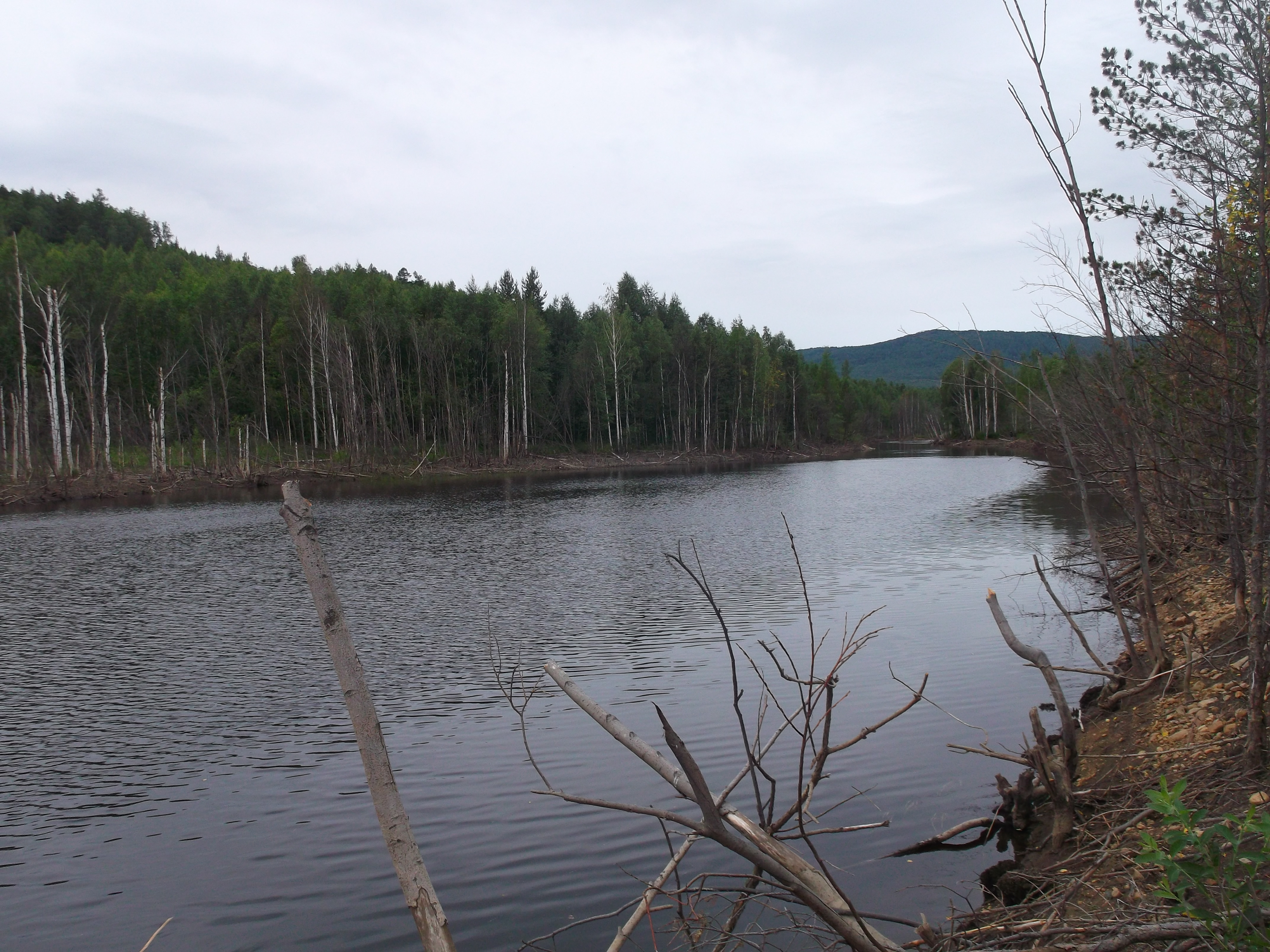
Приток реки Большой Киалим в Киалимское водохранилище
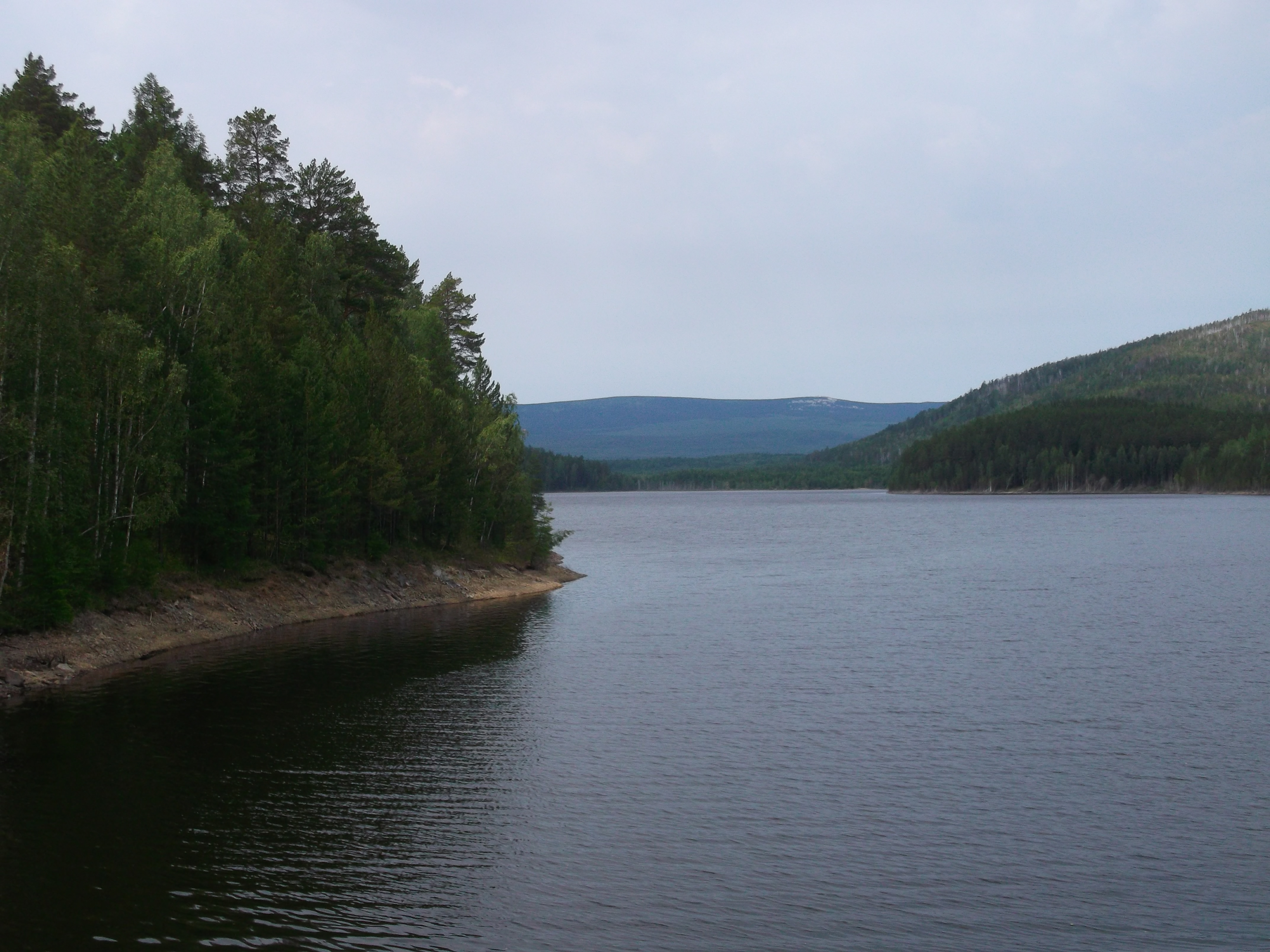
Киалимское водохранилище
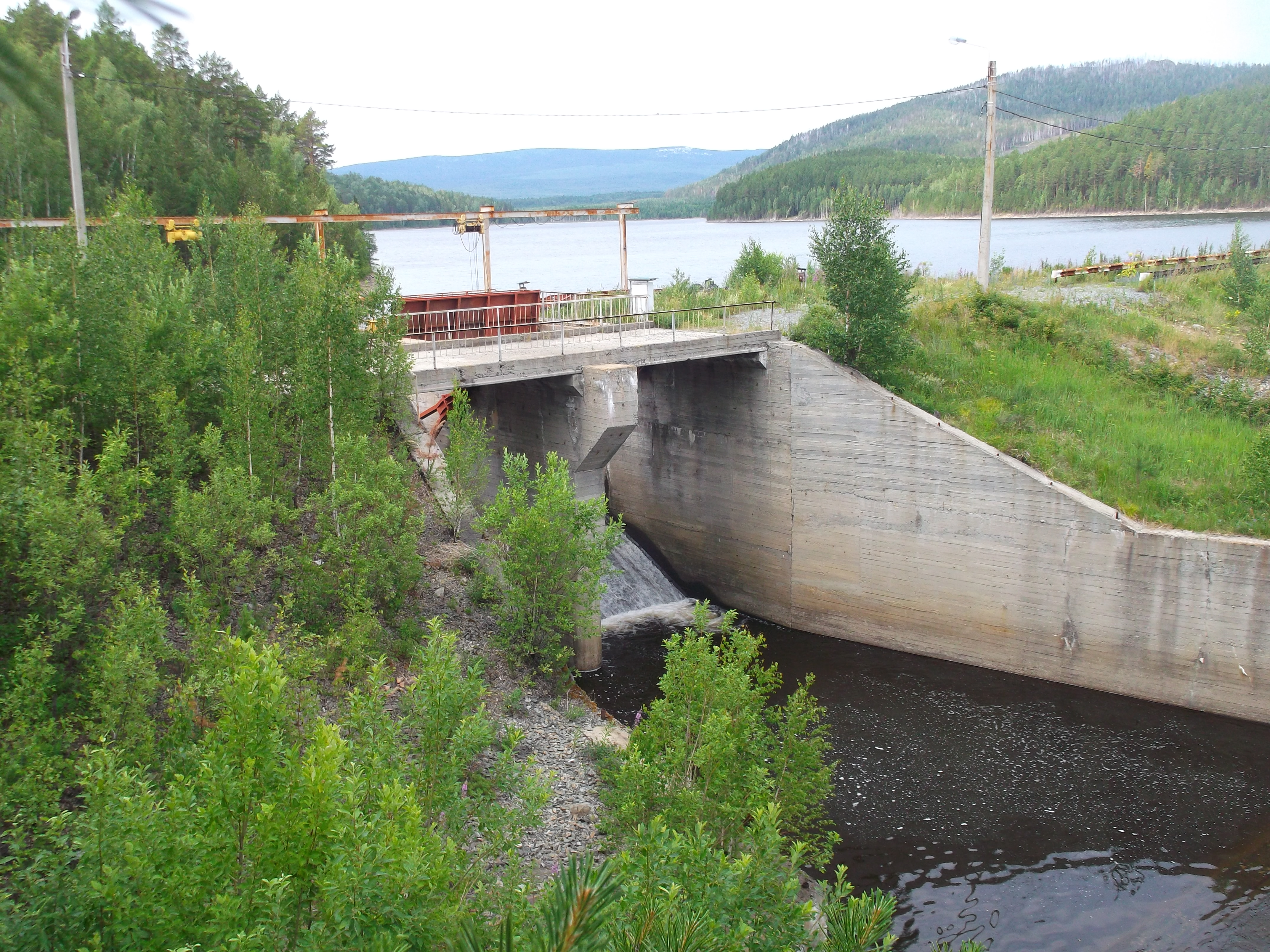
Створ плотины Киалимского водохранилища
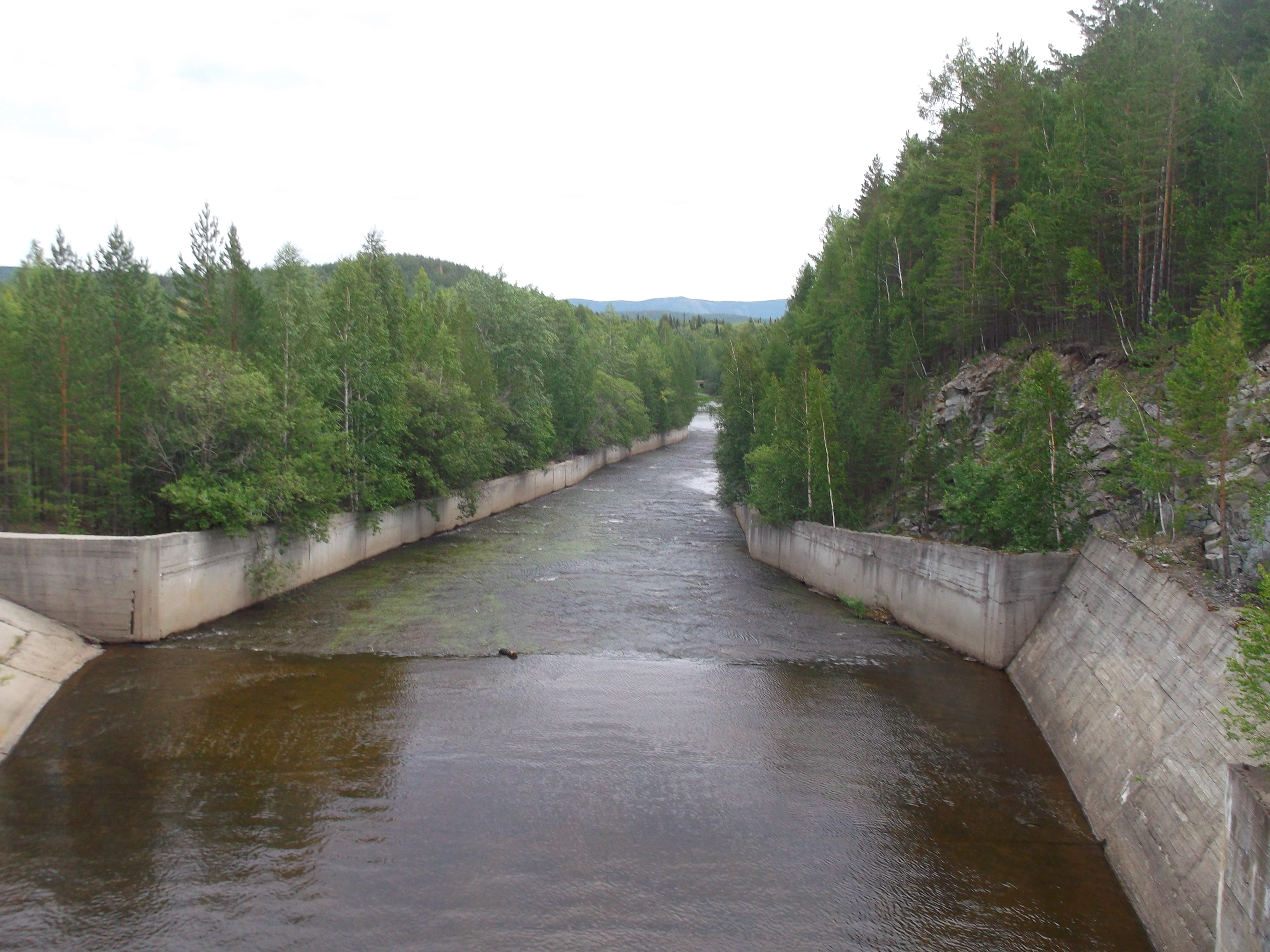
Сток реки Большой Киалим с Киалимского водохранилища